# Andre Kinney
Andre Jamal Kinney (San Leandro (Californië), 15 april 1989) is een Amerikaans acteur.

## Carrière
Kinney begon in 1996 met acteren als jeugdacteur in de film Santa with Muscles. Hierna heeft hij nog meerdere rollen gespeeld in films en televisieseries zoals NYPD Blue (2003-2004), Armored (2009) en Hannah Montana (2006-2010).

## Filmografie

### Films
Uitgezonderd korte films.
- 2009 Armored – als Jimmy Hackett
- 2009 Relative Stranger – als Shawn Hughes
- 2009 Spoken Word – als Roberto
- 2005 Keke & Jamal – als Jamal Stewart
- 2004 Triple Play – als Baz
- 2002 Sonny Listening – als ??
- 2002 Yo, Tyrone – als Tyrone
- 1996 Santa with Musles – als Steven

### Televisieseries
Uitgezonderd eenmalige gastrollen.
- 2022 Sprung - als Brett - 3 afl.
- 2017 Embeds - als T.J. - 6 afl.
- 2006 – 2010 Hannah Montana – als Cooper  – 7 afl.
- 2003 – 2004 NYPD Blue – als Michael Woodruff – 11 afl.
- 2002 Cedric the Entertainer Presents – als danser – ? afl.

### Computerspellen
- 2018 Red Dead Redemption 2 - als lokale bewoner